# Catharina Renaut
Catharina Jakobsdotter Renaut, född 1709, död 1787, var en finländsk barnmorska. 
Hennes bakgrund är okänd. Hon arbetade tidigt som piga, gifte sig 1730 med Åbodrängen Matts Thomasson Kättyri (död 1743) och blev mor till fem barn, varav ett överlevde. Hennes make blev så småningom borgare i Åbo, och själv var hon från 1739 verksam som barnmorska. Hon var vid sidan av Karin Gresldotter den första och enda barnmorska som undervisades av professorerna vid Åbo Akademi, medan övriga utbildade barnmorskor i Finland fick sin utbildning i Stockholm. Som sådan studerade hon kirurgi vid Åbo universitet, något som annars var otänkbart för en kvinna. Hon avlade barnmorskeexamen för den svenskfödde medicinprofessorn Herman Spöring 1746, och blev utnämnd till stadsbarnmorska. I april 1752 svor hon barnmorskeeden även inför magistraten i Åbo. Hon gifte samma år om sig med Åbo Akademis franskfödde språkmästare Pierre Renaut. Hon var en känd profil i Åbo och medverkade som expert vid en rad rättegångar.